# Оптическая астрономия
Оптическая астрономия — раздел наблюдательной астрономии, инструментами которой являются телескопы, способные принимать видимый свет (оптические телескопы).
Наблюдения включают в себя несколько разновидностей:
- Получение снимков объекта.
- Фотометрию — измерение количества света, приходящего от наблюдаемого объекта.
- Спектроскопию — изучение распределения энергии света, приходящей от объекта, по длинам волн (спектр приходящего излучения).
- Поляриметрию — изучение поляризации приходящего света.